# Fången på Alcatraz
Fången på Alcatraz (engelska: Birdman of Alcatraz) är en amerikansk film från 1962 i regi av John Frankenheimer och med Burt Lancaster i huvudrollen. Filmen är löst baserad på Robert Franklin Strouds liv på Alcatraz.

## Rollista
| Burt Lancaster | – Robert Franklin Stroud |
| Karl Malden    | – Harvey Shoemaker       |
| Thelma Ritter  | – Elizabeth Stroud       |
| Betty Field    | – Stella Johnson         |
| Telly Savalas  | – Feto Gomez             |
| Neville Brand  | – Bull Ransom            |
| Edmond O'Brien | – Thomas E. 'Tom' Gaddis |
| Whit Bissell   | – Dr. Ellis              |